# レオニー・スヴァン
レオニー・スヴァン（Leonie Swann、1975年 - ）は、ドイツの小説家、推理作家。女性。バイエルン州ダッハウ生まれ。2004年以降、ベルリン在住。

## 略歴
ミュンヘン大学で情報学、市場・広告心理学、英文学を学んで修士号取得。のちに英文学博士号取得。
フランスやアイルランドに長期滞在しながらフリージャーナリスト、レポーター、雑誌編集者などを務めたのち、2005年に『ひつじ探偵団』で小説家デビュー。この作品は、アイルランドののどかな村グレンキルで老羊飼いのジョージが殺された事件を、推理力に秀でた牝羊のミス・メイプルやその仲間の羊たちが解き明かすという作品である。発売してたちまち大反響となり、ドイツの週刊誌『シュピーゲル』のベストセラーランキングでは1年以上にわたって上位にランクインし続けた。2006年、レオニー・スヴァンはこの作品でドイツ語圏ミステリ作家のデビュー長編を対象とするフリードリヒ・グラウザー賞（ドイツ推理作家協会賞）新人賞を受賞した。
2010年には続編の"Garou"（未訳）を発表している。

## 作品リスト
- Glennkill (2005) - 『ひつじ探偵団』（訳：小津薫、2007年1月、早川書房、ISBN 978-4152087898）
- Garou (2010)